# Barré-Lieou-Syndrom
Das Barré-Lieou-Syndrom (auch: Zervikozephales Syndrom) ist eine Erkrankung des autonomen Nervensystems und der Halswirbelsäule. Es ist nach dem Straßburger Neurologen Jean-Alexandre Barré (1880–1967) benannt.

## Symptome
Es kommt zu Kopfschmerzen und Schwindel, manchmal auch zu Nackenschmerzen. Hinzu kommen manchmal auch Schwerhörigkeit und Sehstörungen wie zum Beispiel Augenflimmern, Schmerzen in der Augenhöhle, aber auch Schluckbeschwerden und Würgereiz. Die Beweglichkeit der Halswirbelsäule ist oftmals eingeschränkt, vor allem bei Drehbewegungen. Häufig treten Schmerzen im Hinterkopf auf, die ein- oder beidseitig und bewegungs- und lageabhängig sein können. Oft manifestieren sie sich nach dem Aufwachen. Niedriger Blutdruck und Kreislaufstörungen sowie psychische Störungen kommen hinzu. Außerdem kann es zu Nervenausfällen mit motorischer Lähmung, Sensibilitätsstörung, Kribbeln usw. kommen.
Nicht jede Muskelverspannung verursacht ein chronisches Zervikozephales Syndrom. Jedoch kann es ein Hinweis sein.

## Ursachen
Als Ursache kommen verschiedene Erkrankungen der Halswirbelsäule (Abnutzungserscheinungen) und neurologische Erkrankungen sowie lokale Nervenreizungen in Frage.
Ätiologisch ist zu bemerken, dass es sich bei diesem Krankheitsbild vorwiegend um vertebrobasiläre Symptome handelt, sowie um Symptome die kausal mit Stammhirn- und Kleinhirnfunktionen im Zusammenhang stehen. Daher ist in erster Linie an ein zervikales Wirbelgleiten, eine cranio-cervicale Instabilität (CCI) im Sinne einer sogenannten zervikalen Spondylolisthesis (ICD M43.11, M43.12) mit mechanischer medullärer Reizung oder an vaskuläre Störungen, wie rekurrente Okklusion der Vertebralarterien mit der Konsequenz von intermittierenden VBI-Symptomen (Arteria-vertebralis-Kompressions-Syndrom) oder Störungen des venösen Abflusses durch die Vena vertebralis, bzw. die Vena jugularis bei Vorliegen einer HWS-Instabilität zu denken. Diese Hypothese erhärtet sich, da von einer Patientengruppe regelmäßig geschildert wird, dass die Beschwerden am intensivsten nach vegetativen Ruhe- und Entspannungsphasen auftreten. Dies lässt sich mit einer Reduktion der Schutzspasmus bei vorliegender HWS-Instabilität und der mechanischen oder vaskulären Dekompensation erklären. Es wurde bei Barré Lieou-Patienten in Glukose-Utilisations-PET wiederholt isoliert Minderperfusion im vertebrobasilären Versorgungsgebiet im Sinne einer diffus-hypoxischen Schädigung nachgewiesen. Der vertebrobasiläre Bereich ist wider gängiger ärztlicher Sicht kaum vom Circulus arteriosus cerebri kompensierbar, da dies mit einer Strömungsumkehr im Bereich der Vertebralarterien einhergehen müsste. Dies tritt vorwiegend beim Subclavian-Steal-Syndrom auf und ist als Kardinalsymptom mit Drop-Attacks beschrieben, also dem Verlust an Perfusionsvolumen im Bereich des Stammhirns.
Ursachen sind Verletzungen, Entzündungen der Wirbelkörper, Tumorerkrankungen im Bereich der Wirbelsäule und rheumatische Erkrankungen. Es herrscht eine Kontroverse, ob ligamentäre Insuffizienzen nach Gabe von Chinolonen (gyrasehemmende Antibiotika) der Grund für dieses Krankheitsbild sind.

## Behandlung
Physikalische Therapie und Krankengymnastik, aber auch Elektrotherapie, progressive Muskelentspannung und Wärmeanwendungen können eingesetzt werden.
Bei nachgewiesener ligamentärer Insuffizienz können möglicherweise die Proliferationstherapie, Stammzelltherapie oder die chirurgische Stabilisierung in Betracht gezogen werden, um den Patienten Linderung oder Heilung zu verschaffen.
Bei akuten Beschwerden werden Schmerzmittel verabreicht, und die Halswirbelsäule wird durch eine Halskrause entlastet. Operative Verfahren werden erst durchgeführt,  wenn alle anderen Therapien versagen.

## Vorbeugung
Die einseitige Belastung und Fehlhaltungen in Beruf und Freizeit sind zu vermeiden. Bei regelmäßigen Über-Kopf-Arbeiten sollten Pausen eingelegt werden. Regelmäßiger Sport kann der Erkrankung vorbeugen.